# Siekiera

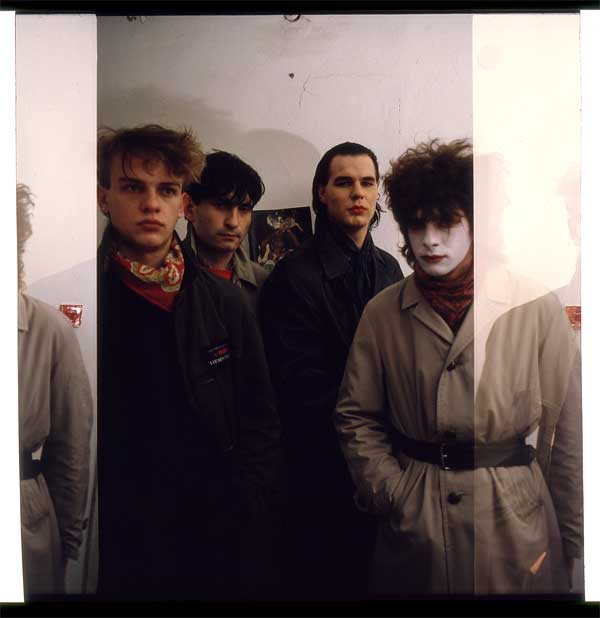
Formación 1985/1986 - era "Nowa Aleksandria".

Siekiera ("Hacha"  en polaco) fue una banda polaca de post-punk. Con una música rápida, agresiva y letras llenas de obscenidades, la banda fue una sensación en el Festival Jarocin de 1984. Después de varios cambios en la formación, la banda cambió a new wave y posteriormente se disolvió en 1988.

## Historia
Siekiera se formó en 1982 o 1983 en Puławy, Polonia, bajo el nombre de "Trafo". La formación original estaba formada por el guitarrista Tomasz Adamski, el vocalista Tomasz Budzyński, el bajista Jerzy Janaczek y el baterista Irek "Borys" Czerniak. Comenzaron tocando versiones de canciones de U.K. Subs y The Exploited. En otoño de 1983 cambiaron su nombre a Siekiera ("Hacha" en polaco). La formación original fue Tomasz Adamski (alias Dzwon) - guitarra, líder y autor de todas las letras y música, Tomasz Budzyński (alias Budzy) - voz, Dariusz Malinowski (alias Malina) - bajo, y Krzysztof Grela (alias Koben) - batería. Durante un tiempo contaron con un músico llamado Piotr Szewczyk que tocaba la guitarra, pero fue despedido debido a sus influencias de blues.
En 1984 tocaron su primer show oficial en el club "Remont" en Varsovia. También actuaron en el Festival Jarocin, donde fueron bien recibidos por el público. En octubre de 1984, después de una actuación con TZN Xenna y Youth Brigade, Budzynski dejó la banda tras una disputa con Adamski por el control de la escritura de las letras. Con esta formación tocaron solo 6 shows. Después de eso, Budzynski formó una banda llamada Armia.
Tomasz Adamski reformó Siekiera con dos nuevos miembros: Zbigniew Musinski - batería y Pawel Mlynarczyk - teclados. Dariusz Malinowski asumió las funciones vocales (además de tocar el bajo). En febrero de 1985 grabaron ocho temas nuevos, sonando algunos de ellos en radios nacionales. En mayo y junio grabaron algunas canciones para un EP y el LP recopilatorio Jak Punk to Punk. En 1985 volvieron a tocar en el festival Jarocin, pero al público punk ortodoxo no le gustó su imagen y música new wave.
En 1986, Siekiera lanzó su primer LP, Nowa Aleksandria, influenciado principalmente por Killing Joke y considerado como uno de los mejores álbumes polacos de todos los tiempos. En 1987 se contrató a un nuevo guitarrista, Wieslaw Borysewicz, y Tomasz Adamski se concentró en el canto. En 1987 también realizaron una mini gira con Variete, una banda polaca de new wave. Finalmente, en 1988 se separaron.
El 12 de diciembre de 2011 se lanzó el álbum Ballady Na Koniec Świata, que contiene canciones de estreno grabadas por Tomasz Adamski junto con músicos de sesión (Pawel Młynarczyk aparece como invitado en una de las canciones).

### Después de Siekiera
Los intereses de Tomasz Adamski se desplazaron hacia la música clásica, particularmente J.S. Bach. Poeta, vive en Puławy. Por su parte, Tomasz Budzyński sigue siendo el vocalista de Armia y también toca con una banda cristiana. Dariusz Malinowski era miembro de una banda conocida como Tra-band. Malinowski falleció el 12 de diciembre de 2020. Zbigniew Musinski actualmente reside en Alemania y Krzysztof Grela fue asesinado en un pub en Puławy en enero de 1992.
En 2014, la banda polaca de black metal Behemoth hizo una versión de la pista de Siekiera "Ludzie Wschodu", en la versión australiana de su álbum The Satanist.
En enero de 2017, la banda polaca Drivealone tocó en concierto una versión completa del álbum Nowa Aleksandria de Siekiera en Dom Chemika, Puławy. 

## Discografía
- Nowa Aleksandria (1986)
- Na wszystkich frontach świata (2008)
- 1984 (2008)
- Ballady na koniec świata (2011)